# Osvaldo Sáez
Osvaldo Sáez (13 agosto 1923 – 1959) è stato un calciatore cileno, di ruolo centrocampista.

## Carriera

### Club
Ha cominciato la carriera nel Santiago Wanderers.
Con il Colo-Colo ha vinto il campionato cileno 1953.

### Nazionale
Prese parte con la nazionale cilena ai Campeonati sudamericani nel 1946, 1947 e nel 1953 e ai Mondiali del 1950.

## Palmarès

### Club
- Campionato cileno: 1

Colo Colo: 1953